# MR10 (moteur-fusée)
Pour les articles homonymes, voir M10.
Le MR10 (anciennement appelé M10) est un moteur-fusée à ergols liquides en cours de développement par l'entreprise italienne Avio pour équiper le troisième étage du futur lanceur Vega E. Il brûle du méthane liquide et de l'oxygène liquide dans un cycle à expandeur.

## Développement
Le moteur MR10 est développé par une équipe industrielle dirigée par Avio et impliquant des entreprises d'Autriche, de Belgique, de France, de Roumanie, de Suisse et de Tchéquie. Il est conçu pour propulser l'étage supérieur du futur lanceur Vega E, remplaçant ainsi le troisième étage à propergol solide Zefiro 9 et l'étage supérieur AVUM (pour Attitude and Vernier Upper Module) propulsé par un moteur ukrainien RD-843 brûlant de l'UDMH et du N2O4.
Son développement hérite d'un démonstrateur nommé LM10-MIRA et issu d'un travail commun entre Avio et la société russe KB Khimautomatiki, à partir du moteur RD-0146 de cette dernière, entre 2007 et 2014.
Une campagne de test démarre en 2022 en Sardaigne. Son vol inaugural sur une Vega E est prévu en 2026.
Le moteur est appelé MR10 en l'honneur du responsable technique du projet Mikhail Rudnykh ainsi qu'en référence aux 10 tonnes de poussée.

## Caractéristiques
Le MR10 est un moteur-fusée brûlant des ergols liquides cryotechniques : méthane liquide et oxygène liquide. C'est d'ailleurs le premier moteur-fusée européen utilisant ce couple d'ergols. Il doit fournir 98 kN de poussée, avec une impulsion spécifique de 362 s. Il utilise un cycle à expandeur fermé, c'est-à-dire que la turbine de la turbopompe est alimentée par la détente d'un ergol cryotechnique qui circule dans les parois de la chambre de combustion et de la tuyère pour la refroidir.